# Conpet Cireșu
Conpet Cireșu este o echipă de fotbal din Cireșu, județul Brăila, care evoluează în Liga a IV-a Brăila.

## Palmares
Liga a IV-a Brăila
- Campioană (2): 2010–11, 2012–13